# XXVIII Legislatura del Congreso de la Nación Argentina
La Vigésima octava legislatura del Congreso de la Nación Argentina estuvo conformada por los diputados y senadores miembros de sus respectivas cámaras, e inició sus funciones el día 10 de diciembre de 2013 para concluir el día 9 de diciembre de 2015. Estuvo compuesta por los 132.º y 133.er períodos legislativos.
Fue la primera legislatura para los diputados y senadores electos en las elecciones legislativas de 2013, la segunda legislatura para los diputados y senadores electos en las elecciones legislativas de 2011 y la tercera para los senadores electos en las elecciones legislativas de 2009.

## Eventos destacados
- 10/12/2013: Asunción de los diputados y senadores electos.
- 01/03/2014: Apertura de Sesiones ordinarias para el 132.º período legislativo, reunión del congreso en Asamblea Legislativa.
- 01/03/2015: Apertura de Sesiones ordinarias para el 133.er período legislativo, reunión del congreso en Asamblea Legislativa.

09/12/2015: Finalización del mandato de Cristina Fernández a la presidencia y Amado Boudou a la vicepresidencia.
- Datos: Q30911468